# Paul Maitrier
Pour les articles homonymes, voir Maitrier.
L'abbé Paul Maitrier, né Marie Joseph Nicolas Paul Maitrier le 25 mai 1873 à Vesaignes-sur-Marne et mort le 27 avril 1950 à Prez-sous-Lafauche est un historien régionaliste champenois, un archéologue et un philologue. Il fut curé de plusieurs paroisses, chanoine de Dijon, chapelain de la cathédrale de Langres, membre de la Société historique et archéologique de Langres, de la Société des lettres, des sciences, des arts, de l'agriculture et de l'industrie de Saint-Dizier (en 1908), de la Société d'art et d'archéologie de Chaumont (en 1930).

## Biographie
Issu d'une ancienne famille notable originaire de Langres, il est le fils Marie-Emmanuel-James Maitrier, instituteur, et de Mélina-Léonie Thabourin. Neveu de Nicolas Maitrier (Langres 1859 - ), curé d'Ecot, il a été vicaire d'Arc-en-Barrois (en 1898), chapelain de la cathédrale de Langres, curé de Leuville, et de Prez-sous-Lafauche, puis chanoine de Dijon.
Il a publié un grand nombre d'articles et d'essais historiques sur le Bassigny, ainsi que sur la toponymie qu'il a étudiée avec Albert Dauzat. 
Il a aussi fait des fouilles archéologiques, notamment en 1910 à la cote 415, au lieu-dit la Sarsinière, à 50 mètres Nord-Est du croisement des routes de Busson à Épizon et de Leurville à Pautaines. Il a mis au jour des substruction de bâtiment, où il a recueilli divers objets de l'époque gallo-romaine, une monnaie de bronze de l'empereur Commode, des fragments de poterie sigillée, d'autres de couleur blanche et noire, etc..

## Le Fonds Mugnier-Maitrier
Ensemble comprenant quelques archives et actes originaux remontant au XIIIe siècle, avec des études historiques régionales, déposés en 1926 aux Archives départementales de la Haute-Marne par son neveu, le Chanoine Mugnier.
- Liasse 1. Toponymie de la Haute-Marne, recherches pour un dictionnaire. Manuscrit.
- Liasse 2. Toponymie, histoire, anciennes limites du canton de Blin. Voies romaines. Limites de l'Ornois. Frontières de la cité des Leuques, des Lingons, pagi de Barrois. Canton de St Blin pendant la révolution.
- Liasse 3. Seigneurie de Lafauche. Dénombrements de 1576 et 1684 (Jolibois) ; Lettres de Richelieu sur Dinteville. Origine de la Seigneurie de Lafauche. Actes tirés des archives de Mureau. Les seigneurs de Lafauche : dynastie des Hugues, des Joinville, des prince de Ligne, du XVIe au XVIIIe siècle. Catalogue des actes des seigneurs de Lafauche XIIe-XIVe.
- Liasse 4. Seigneurs de Lafauche (Amboville, Grand, Liffol, Marnay, Simony). - Seigneurs de Choiseul-la-Fauche (Ecot, Bourmon, etc.). - Tableaux généalogiques sur toute la région. Le vingtième de la baronnie de Lafauche. - Copie de l'acte de la réunion des baronnies de Lafauche et Reynal en marquisat.
- Liasse 5. Seigneurie de Reynel (Rimaucourt, Briaucourt, Brethenay, Bourdons, Bologne, Sexfontaines et Vignes). Montlebert. Seigneurs de Choiseul (avec l'Abbé Gassot).

Seigneurs de Clefmont. - Seigneurs de Joinville.
- Liasse 6. Histoire de Leurville. Période celtique. Généalogie de Leurville, Busson, Hannaire de Prez, Lavaux, Mouillet, La Roche.
- Liasse 7. Histoire des seigneurs de Liffol. Notes d'histoire sur Prez et sa fontaine.
- Liasse 8. Notes d'histoire de Consigny. Notes d'histoire sur Forcey. Documents originaux sur Forcey (procédure avec Mme de Laval portant sur les bois).
- Liasse 9. Seigneurs de Clinchamp, catalogue des actes. Sémilly et son église.
- Liasse 10. Catalogue des actes des seigneurs d'Ecot. Seigneurs d'Ecot, Briaucourt, Cirey, Mareilles, Forcey ; de Nogent, St-Blin, Manois, Humberville, Bettoncourt, Morteau.
- Liasse 11. La Crête. Charte de 1240. Documents originaux, parchemins et papiers sur la Crête et sur Bourdons. Inventaire. Affaires de bois avec M. Picon.
- Liasse 12. Bourdons. Notes d'histoire, sur l'église et ses curés. Textes et documents d'archives.
- Liasse 13. Divers actes et papiers (pour mémoire).
- Liasse 14. Notes sur les appellations des prêtres. Notes et extraits du Cartulaire de l'abbaye de Molesme (Laurent). Les curés de Chaumont d'après les archives de la Crête. Testament du curé de Busson (1418-1425), velin.
- Liasse 15. Benoîtevaux, Septfontaines. Morimont. - Morvaux, Dome. - Textes divers.
- Liasse 16. Commanderie de Robécourt, cartulaire de Saint-Mihel. Remonveaux (Allier) ; Bracancourt (Meuse). Documents tirés des archives d'Allianville, de Chambroncourt, de Morionvilliers, de Tramplot, de Saint Blin, de Versaignes, d'Orquevaux, et de Humberville.

## Publications (sélection)
- « La dévotion à Saint Thiébaut dans le diocèse de Langres, 26 juillet », in Bulletin de la Société historique et archéologique de Langres et no 103, 1919
- Les seigneurs d'Écot, in Bulletin de la Société historique et archéologique de Langres, t. XI, 1935
- Le Porte-Joie de Soncourt , in Cahiers haut-marnais, no 12, 1948
- « Localités limites en Haute-Marne », avec Paul Lebel, in Onomastica, 1947, I, page 129
- « À la recherche des anciennes limites », avec Paul Lebel, in Onomastica, 1947, II, pages 127-136
- « Un épisode de la colonisation germanique dans le Bassigny. L'installation d'un « grafio » à Graffigny », in Revue d'histoire de l'Église de France, volume 33, 1947, pages 180-212.
- « Causerie topographique et toponymique sur l'ancienne abbaye de Morimond », in Annales de la société d'histoire, d'archéologie et des beaux-arts de Chaumont, 1935, t. VI, page 178.
- « Les forêts de l'Étoile et du Heu », in Bulletin de la SHAL, 1949, p. 32
- « Toponymie haut-marnaise, origine des noms Andematunnum et Lingones », Cahiers haut-marmais, n*21, 1950, page 26
- « À propos des Maisons-Rouges et des Moulins-Rouges. Notes de toponymie haut-marnaise », in Annales de la Société d'histoire, d'archéologie et des beaux-arts de Chaumont, t. VI, 1931-1939, pages 234 et suivantes.
- « Le Cul-du-Cerf, sa vallée, sa rivière. Étude de toponomastique », in Annales de la Société d'histoire, d'archéologie et des beaux-arts de Chaumont, 1928, p. 335.
- « Notes sur les expressions « Serre », « Serrière », « Serree » », in Revue historique, volume 169, 1932
- « En septembre, 12 juillet », in Bulletin de la Société historique et archéologique de Langres, tome VII, no 91, 1914
- « Quelques étymologies inédites de noms de lieux de la Haute-Marne », in Annales de Bourgogne, Tome 7-8, 1965
- « Toponymie forestière haut-marnaise d'après les notes du chanoine Maîtrier », in Cahiers haut-marnais, 1983
- « Correspondance », in Correspondance diverses de Félix Bourotte concernant l'histoire locale de la Haute-Marne[4].

## Sources
- « Un curé de village historien, le chanoine Paul Maitrier », in Annales de Bourgogne" no 21-22, 1949.
- Bulletin de la Société historique et archéologique de Langres, 1935, page 386.
- Paul Trochon, Souvenirs d'un Franc-Tireur 1870-1871, 1901, page 303.